# Asphodel Records
Asphodel war ein US-amerikanisches Independent-Label mit Sitz in San Francisco.

## Geschichte
Das Label wurde 1992 von Mitzi Johnson gegründet. Der Name Asphodel bezieht sich auf die gleichnamige Pflanze und ihre mythologische Bedeutung als Blume der Unterwelt. Als erste Veröffentlichung erschien im gleichen Jahr das selbstbetitelte Debütalbum des Folk-Trios Blue Rubies, in dem Mitzi Johnson die Laute spielte und sang.
Es folgten über 100 Veröffentlichungen verschiedener Künstler. Vertreten waren vor allem die Musikrichtungen Turntablism, Electronica, Ambient, Illbient, Elektroakustische Musik, Trip-Hop, Spoken Word, Noise, Techno und Lounge-Musik.
Im Januar 2011 gab Johnson auf der Website die Einstellung des Labels bekannt.

## Künstler
Folgende Musiker und Bands standen bei Asphodel Records unter Vertrag:
- AGF.3 + SUE.C
- Alexander Rishaug
- Ann Magnuson
- antimatter
- Badawi
- Biosphere
- Blue Rubies
- Broker/Dealer
- Byzar
- Christian Marclay
- Curtis Roads
- DACM
- Daniel Menche
- David Darling
- Diamanda Galás
- DJ Spooky
- Fe-Mail
- Fires Were Shot
- Gregory Lenczycki
- Iannis Xenakis
- Invisibl Skratch Piklz
- Iso Orchestra
- Janek Schaefer
- Jeff Greinke
- John Cage
- John Ward
- Ken Nordine
- KK Null
- Laminar
- Li Alin
- Martin Ng, Oren Ambarchi, Tina Frank, Robin Fox
- Maryanne Amacher
- Mix Master Mike
- Naut Humon
- Yoshihide Otomo
- Phil Crumar
- Philip Jeck
- Ray Guillette
- Reinhold Friedl
- Rhythm & Sound
- Richard Devine
- Robert Rich
- Ryūichi Sakamoto
- Single Cell Orchestra
- Steve Roach
- Sub Dub
- The-Allies
- Thomas Dimuzio
- Tipsy
- Ulf Langheinrich
- Vidna Obmana
- We™
- World Standard
- The X-Ecutioners
- Yasunao Tone
- Zbigniew Karkowski
- Zeitkratzer

## Belege
1. ↑  Editorial (Memento vom 21. Oktober 2016 im Internet Archive), asphodel.com